# Vicious (serie de televisión)
Vicious es una comedia de situación británica creada por Mark Ravenhill y Gary Janetti, fue transmitida por ITV1 desde el 29 de abril de 2013. Finaliza con un episodio especial de 54 minutos el 19 de junio de 2016.

## Argumento
Vicious cuenta la historia de Freddie y Stuart, una pareja gay de la tercera edad, que han vivido juntos en su departamento durante 48 años. Freddie era un actor en series y Stuart trabajaba en un bar cuando se conocieron, pero sus carreras han terminado hace tiempo y sus vidas ahora consisten en entretener a sus huéspedes frecuentes, asegurarse de que Balthazar, su perro de 20 años, siga vivo, e insultarse el uno al otro.

## Elenco

### Elenco principal
- Derek Jacobi como Stuart Bixby.
- Ian McKellen como Freddie Thornhill.
- Frances de la Tour como Violet Crosby.
- Iwan Rheon como Ash Weston.
- Marcia Warren como Penelope.
- Philip Voss como Mason.

### Elenco de invitados
Primera serie
- Alexandra Roach como Chloe.
- Hazel Douglas como Mildred.

Segunda serie
- Celia Imrie como Lilian.
- Georgia King como Jess.
- Alexandra Roach como Chloe.